# إليزابيث مورو
إليزابيث مورو (بالإنجليزية: Elizabeth Moreau)‏ هي مراسلة ميدانية أمريكية، ولدت في 30 نوفمبر 1982 في إنديانابوليس في الولايات المتحدة.